# Eugène Grisot
Eugène François Grisot (Fretigney-et-Velloreille, 19 dicembre 1866 – Parigi, 2 maggio 1936) è stato un arciere francese.

## Palmarès
Olimpiadi
- 4 medaglie:
  - 1 oro (Continental Style a Londra 1908)
  - 2 argenti (Target Archery 33 metri a squadre ad Anversa 1920; Target Archery 50 metri a squadre ad Anversa 1920)
  - 1 bronzo (Target Archery 28 metri a squadre ad Anversa 1920)